# Tushy (casa di produzione)
Tushy è una casa di produzione pornografica statunitense specializzata in scene di sesso anale. È stato fondata nel giugno 2015 dal regista ebreo francese Greg Lansky, diventando la seconda impresa del suo gruppo, dopo Blacked e prima di Vixen e Deeper.

## Storia della società
Il gruppo Vixen Media Group è stato fondato nel 2014 dall'imprenditore e regista francese Greg Lansky, che allora agiva come amministratore delegato delle società GL Web Media e Strike 3 Holdings. La prima società del gruppo è stata Blacked nel 2014, l'anno seguente Tushy e, successivamente, Vixen. I tre siti condividono lo stesso stile di produzione di alta qualità e sono distribuiti dalla Gamma Broadcast Group.
Simile a Blacked Raw, nel dicembre 2018 la società ha lanciato una sua propaggine chiamata Tushy Raw.
Il 14 gennaio 2020 il consiglio di amministrazione del Vixen Media Group ha annunciato che il cofondatore Greg Lansky ha venduto la sua intera partecipazione della società per dedicarsi ad altre attività imprenditoriali.
Alcune delle sue produzioni più note sono Anal Beauty 11, Anal Models, Anal Threesomes 3, Art of Anal Sex 5, Eva, Elsa Jean: Influence, First Anal 7, Lana, Miss Tushy o My DP 2.

## Riconoscimenti
La casa di produzione ha vinto oltre 50 premi nei concorsi più importanti del settore tra i quali
AVN Awards
- 2016 - Best Anal Movie per Anal Beauty[18]
- 2016 - Best Cinematography per Being Riley[18]
- 2016 - Best Marketing Campaign - Company Image[18]
- 2016 - Best New Imprint[18]
- 2016 - Best Star Showcase per Being Riley[18]
- 2017 - Best Anal Movie per The Art Of Anal Sex 3[19]
- 2017 - Best Anal Series per Anal Beauty[19]
- 2019 - Best Anal Movie per First Anal 6[20]
- 2019 - Best Anal Series per Anal Beauty[20]
- 2020 - Best Anal Production per First Anal 8[21]
- 2021 - Best Anal Movie Or Anthology per The Art Of Anal Sex 11[22]
- 2021 - Best Anal Series Or Site per Anal Angels[22]

XBIZ Awards
- 2017 - All-Sex Release Of The Year per Anal Beauty 3[23]
- 2017 - All-Sex Series Of The Year per Anal Beauty[23]
- 2017 - Adult Site Of The Year - Niche[23]
- 2018 - Studio Of The Year[24]
- 2019 - Feature Movie Of The Year per Abigail[25]
- 2019 - Performer Showcase Of The Year per Abigail[25]
- 2021 - Vignette Movie Of The Year per Elsa Jean: Influence[26]
- 2021 - Gonzo Series Of The Year per Tushy Raw[26]
- 2022 - Gonzo Series Of The Year per Tushy Raw[27]

XRCO Award
- 2016 - Best Release per Being Riley[28]
- 2016 - Best Gonzo Series per Anal Beauty[29]
- 2019 - Best Release per Abigail[30]
- 2021 - Best Star Showcase per Elsa Jean: Influence[31]